# Mesnil-en-Ouche
Mesnil-en-Ouche è un comune francese del dipartimento dell'Eure, nella regione della Normandia. Esso fu costituito il 1º gennaio 2016 con la fusione di 16 comuni:  Beaumesnil (capoluogo), Ajou, La Barre-en-Ouche, Bosc-Renoult-en-Ouche, Épinay, Gisay-la-Coudre,  Gouttières, Granchain, Jonquerets-de-Livet, Landepéreuse, La Roussière, Saint-Aubin-des-Hayes, Saint-Aubin-le-Guichard, Sainte-Marguerite-en-Ouche, Saint-Pierre-du-Mesnil, Thevray.